# فؤاد محمود الربيعة
فؤاد محمود الربيعة (24 يونيو 1988) كويتي الجنسية، الذي كان محتجزًا في معتقل خليج غوانتانامو بالولايات المتحدة، في كوبا، من مايو 2002 إلى ديسمبر 2009. كان رقمه التسلسلي لاحتجاز في غوانتانامو 551.

## حياته
كان الرباعية مسؤولًا تنفيذيًا في الخطوط الجوية الوطنية الكويتية قبل اعتقاله وترحيله. درس في الولايات المتحدة ووصف نفسه بأنه محب لها. كما أنه رجل أعمال خير، إلى جانب أفراد عائلته، حيث كانوا يتابعون شخصيًا المشاريع الخيرية التي تبرعوا لها. اعتاد إجراء زيارات ميدانية أولية ومتابعة للمشاريع التي دعموها. في عام 2001، ذكر أنه سافر إلى أفغانستان لأغراض إنسانية.
كان من المقرر أن يواجه الرباعية تهمًا في عام 2008 أمام لجنة عسكرية في غوانتانامو، لكن جميع التهم أُسقطت في عام 2009.
في سبتمبر 2009، انتهت جلسات النظر في التماس الأمر بالمثول أمام القضاء الذي قدمه الرباعية، وأمر قاضي المحكمة الجزئية الأمريكية بالإفراج عنه "فورًا". وقع الإفراج عنه في 9 ديسمبر 2009. دعا محامو الرباعية الرئيس باراك أوباما إلى تقديم اعتذار باسم الولايات المتحدة وتعويضه "تعويضًا مناسبًا" عن معاناته.

## اللجنة العسكرية في غوانتانامو
في 22 أكتوبر 2008، قدم مكتب اللجان العسكرية تهماً ضد فؤاد الربيعة وفايز الكندري. في 12 أغسطس 2009، أكد محامي دفاع فؤاد الربيعة، الملازم القائد كيفن بوجوكي، أن تصريحه للسفر إلى الكويت كان محتجزًا.